# Avadhnama
Avadhnama is een populaire Urdu-talige krant die uitkomt in verschillende steden in de regio Awadh in India, zoals Lucknow (oplage ca. 70.000, 2012), Aligarh (55.000), Faizabad (70.000) en Azamgarh (50.000). Het is een broadsheet-krant en wordt uitgegeven door Avadhnama Group of Publications. De krant begon in 2001. Het hoofdkantoor staat in Lucknow.